# Križevniška cerkev
Cerkev Marije Pomočnice, bolj znana kot križevniška cerkev, je ljubljanska baročna cerkev, ki jo je med letoma 1714 in 1715 na lastne stroške obnovil deželni komtur Guido von Starhemberg. Kot taka je bila del samostana križniškega reda.
Pred tem je na istem mestu stala gotska cerkev in samostan, ki sta stala na posesti nemškega viteškega reda ali Križnikov in je obsegala ves jugozahodni del obzidja Ljubljane od Ljubljanice in Malega grabna do Gradišča. Skrbeli so za bolnike in poučevali mladino v lastni šoli. Samostan in cerkev se omenjata že leta 1263. Gradnja samostana nemškega viteškega reda so se začela leta 1228. Leta 1511 je poslopja močno poškodoval potres. Delno so jih obnovili med letoma 1567 in 1579. Danes o teh objektih ni več sledu. Ostanki se nahajajo v lapidariju Križank in v Mestnem muzeju. Iz leta 1260 je ohranjen relief Madone z otrokom, ki je krasil timpanon. Shranjen je v Narodni galeriji.
Današnjo cerkev je arhitektonsko zasnoval beneški arhitekt Domenico Rossi; tloris je v obliki grškega križa in je prva tovrstna cerkev na Slovenskem. Ima dve zakristiji, streha pa se zaključuje s podaljšano lanterno, ki nadomešča zvonik. Obnovljena je bila v baročnem slogu med letoma 1714 in 1715. Ima strogo notranjost, zunanjost pa deluje precej monumentalno s pilastri in trikotno atiko. Gradnjo je izvršil gradbeni mojster Gregor Maček st. Viteška dvorana je bila zgrajena v 18. stoletju. Na vogalu proti Gosposki ulici je vzidano Marijino znamenje kot spomin na prvi Marijanski kongres leta 1924.
Danes cerkev in viteško dvorano, v okviru kompleksa ljubljanskih Križank, za svoje prireditve uporablja Festival Ljubljana.